# 加亚
加亚（西班牙語：Gayá）是西班牙加泰罗尼亚巴塞罗那省的一个市镇。总面积40平方公里，总人口148人（2001年），人口密度4人/平方公里。